# Anarolius rufescens
Anarolius rufescens är en tvåvingeart som beskrevs av Oskar Theodor 1980. Anarolius rufescens ingår i släktet Anarolius och familjen rovflugor.
Artens utbredningsområde är Israel. Inga underarter finns listade i Catalogue of Life.